# Jan Levinson
Janet Levinson-Gould, mais conhecida como Jan Levinson, é uma personagem fictícia recorrente da série de televisão estadunidenseThe Office, retratada por Melora Hardin. Ela é vice-presidente de vendas da distribuidora de papel Dunder Mifflin, supervisionando diretamente o personagem central e gerente regional da filial de Scranton, Michael Scott. Sua personagem é notável pelo relacionamento disfuncional que inicia com Michael, que ocorre após o episódio "The Client" da segunda temporada até "Dinner Party", na quarta temporada. Sua contraparte na versão britânica é a gerente corporativa Jennifer Taylor-Clarke, interpretada por Stirling Gallacher.

## Interpretação
A primeira aparição de Jan é no episódio piloto, no qual ela discute a perspectiva de redução de pessoal com o gerente regional Michael Scott, interpretado por Steve Carell. Sua intérprete, Melora Hardin, revelou que quando fez o teste para o papel de Jan, também fez um teste para o drama Wolf Lake da CBS. Hardin inicialmente manifestou interesse em Wolf Lake, por ser uma personagem principal, mas acabou optando pela Jan por insistência do diretor de elenco: "[A diretora de elenco] me disse que ela realmente queria que eu conseguisse o papel em The Office. No final, ela estava certa".
No podcast Office Ladies, Hardin revelou que não tinha certeza se sua personagem retornaria ao programa, já que Jan teve apenas uma breve aparição no piloto. Durante as filmagens iniciais, o co-criador Greg Daniels notou a química entre Jan e Michael. Ela relembrou: "Lembro-me de estar sentada nas mesas com Greg Daniels e Steve Carell, e estávamos todos rindo de como Jan e Michael eram estranhamente interessantes juntos". Encontrando potencial no relacionamento dos personagens, os escritores expressaram interesse em expandir a presença de Jan se a série ganhasse uma segunda temporada. No episódio da 2ª temporada, "The Client", Michael e Jan se beijam após uma reunião bem-sucedida com um cliente importante. Refletindo sobre o beijo, Hardin afirmou: "Achei um ótimo primeiro beijo para os dois. […] Tem tipo um 'espere, isso é tão errado' e 'espere um segundo, eu quero mais disso' que acho que Jan lutou durante todo o relacionamento com Michael".
Jan é demitida no final da 3ª temporada e começa a ter um papel menos proeminente na série depois de terminar com Michael na 4ª. No entanto, ela continua fazendo aparições esporádicas ao longo da série; sua última aparição foi no episódio "The Whale" da nona temporada e sua voz é ouvida em "Couples Discount". Hardin foi inicialmente informado que voltaria no final da série, mas os planos nunca se concretizaram. Apesar disso, Hardin expressou que os roteiristas encerraram a série muito bem, e ficou satisfeita com o final da personagem, afirmando: "Foi realmente ótimo vê-la de volta ao mundo corporativo".